# Santiago Rusiñol
Santiago Rusiñol, né à Barcelone le 25 février 1861 et mort à Aranjuez le 13 juin 1931, est un peintre espagnol.
Influencé par le symbolisme, il est un acteur incontournable du modernisme catalan, grand peintre des jardins d'Espagne. Il est également écrivain et dramaturge.

## Biographie
Fils rebelle d'une famille de riches industriels catalans, Santiago Rusiñol est d'abord contraint d'intégrer la fabrique de tissus de son grand-père à Manlleu, mais il s'intéresse déjà à la peinture et suit les cours de Tomàs Moragas (en). La mort de son père en 1883, puis celle du patriarche en 1887, le libèrent de ses obligations familiales : il abandonne son poste, sa femme et sa fille, organise sans grand succès une première exposition personnelle à la Sala Parés (es) de Barcelone, puis décide de partir pour Paris. Installé à Montmartre, au moulin de la Galette, il s'inscrit à l'Académie de la Palette et se joint à la bohème : il fréquente le cabaret du Chat noir, retrouve les Catalans Miquel Utrillo, Ramon Casas et Carles Mani, se lie bientôt au Basque Ignacio Zuloaga. Il reçoit une mention honorifique au Salon de 1889.
De retour à Barcelone en 1895, il devient l'un des grands animateurs du modernisme catalan. Il cofonde avec Ramon Casas et Pere Romeu le café Els Quatre Gats en 1897 sur le modèle du cabaret parisien, dans le quartier gothique de Barcelone : toute l'avant-garde locale s'y retrouve et échange, d'Antoni Gaudí à Isaac Albéniz en passant par le jeune Pablo Picasso, qui est alors fasciné par Rusiñol et réalise 21 portraits de lui entre 1899 et 1903. Sa villa de Cau Ferrat à Sitges, que l'artiste décore d'allégories des arts, est également le théâtre de cinq grandes fêtes modernistes (ca) où affluent les artistes barcelonais. Il est aussi lié à l'école d'Olot.
Ayant trouvé son thème de prédilection, il triomphe avec l'exposition « Jardins d'Espagne », en 1899 à Paris à la Maison de l'Art nouveau, et en 1900 à Barcelone à la Sala Parés. Il est hospitalisé cette même année, pour sa dépendance à la morphine — sujet d'un fameux tableau — ainsi qu'une nécrose rénale. Il obtient le premier prix aux Expositions nationales de 1908 (Jardin d'Aranjuez), 1912 (Vieux faune) et 1929 (Amandiers en fleurs).
Artiste complet, il est également romancier, chroniqueur et auteur dramatique en catalan : son texte le plus célèbre est L'auca del senyor Esteve (ca) (1907, adapté au théâtre en 1917).
Il meurt le 13 juin 1931 à Aranjuez, dont il a maintes fois représenté les jardins. Le musée Cau Ferrat est inauguré deux ans plus tard.
Rusiñol a été le sujet principal d'un billet de 50 pesetas daté du 31 décembre 1951.

## Œuvre picturale
Sa première période consiste en des scènes intimistes, le plus souvent à Montmartre, dans une gamme un peu brumeuse où dominent les gris. Il peint également des scènes costumbristes en Catalogne, et — influencé par ses professeurs Puvis de Chavannes et Carrière — une série de tableaux symbolistes : Le Mystique, L'Angélus, Nuit de veille… Il conservera toute sa vie un goût prononcé pour le mystère et la mélancolie.
C'est lors d'un voyage à Grenade en 1892 qu'il a la révélation de sa voix personnelle, définitive à partir de l'exposition de 1899 : la peinture de solitaires jardins d'Espagne, du Generalife à Aranjuez, sans oublier ceux des Pays catalans (Catalogne, Valence, Baléares). Il y exclut définitivement la figure humaine et y donne une image nouvelle de son pays, poétique et loin des clichés. Ses paysages évocateurs et rigoureusement composés sont des univers clos, empires de l'équilibre et de la symétrie ; la nature y est ordonnée, soumise à la volonté de l'homme, jusqu'à frôler cette étrangeté chère aux symbolistes. On a parfois taxé Rusiñol de décadentisme.
Bien représenté dans les musées d'Espagne (Reina Sofía à Madrid, musée national d'Art de Catalogne à Barcelone, etc.), Santiago Rusiñol figure en France dans les collections du musée d'Orsay à Paris et du musée Goya à Castres.

Œuvres de Santiago Rusiñol
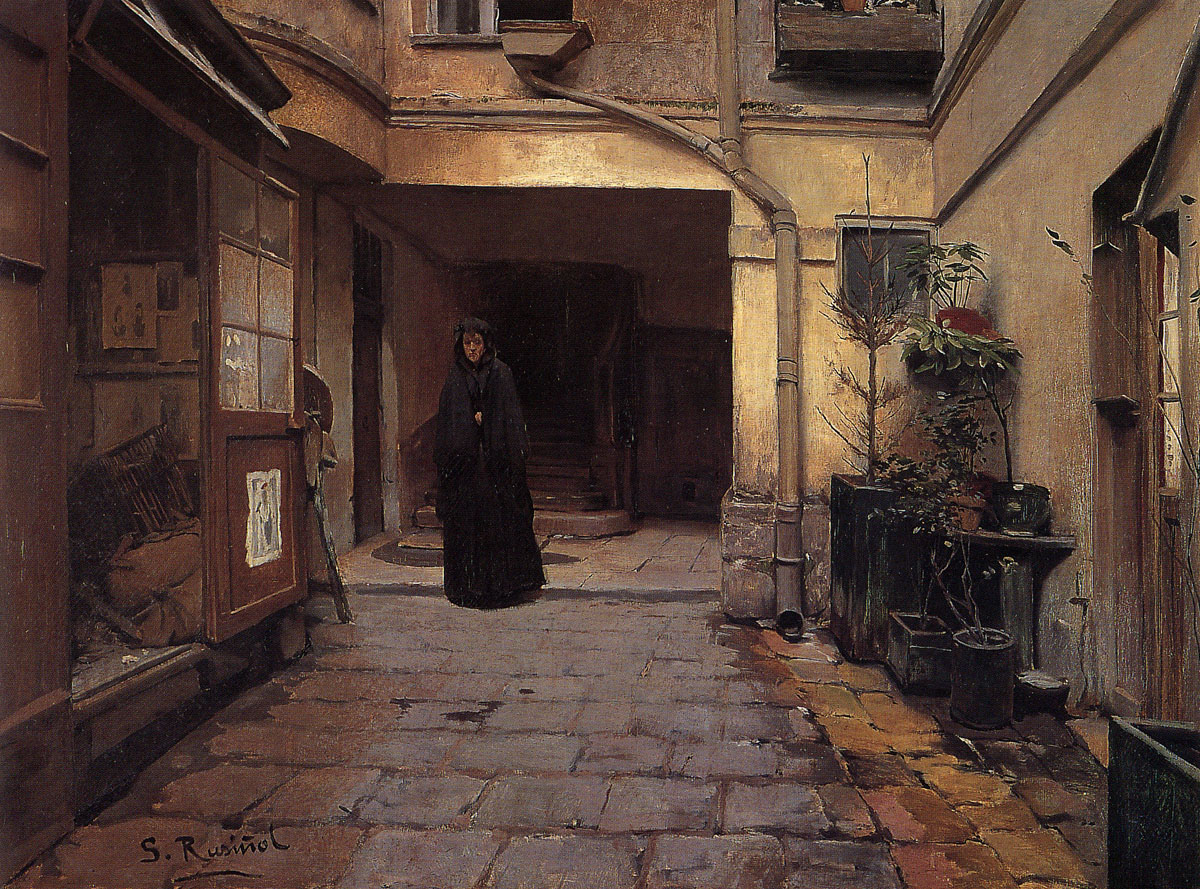
Crédit municipal, 1889, localisation inconnue.
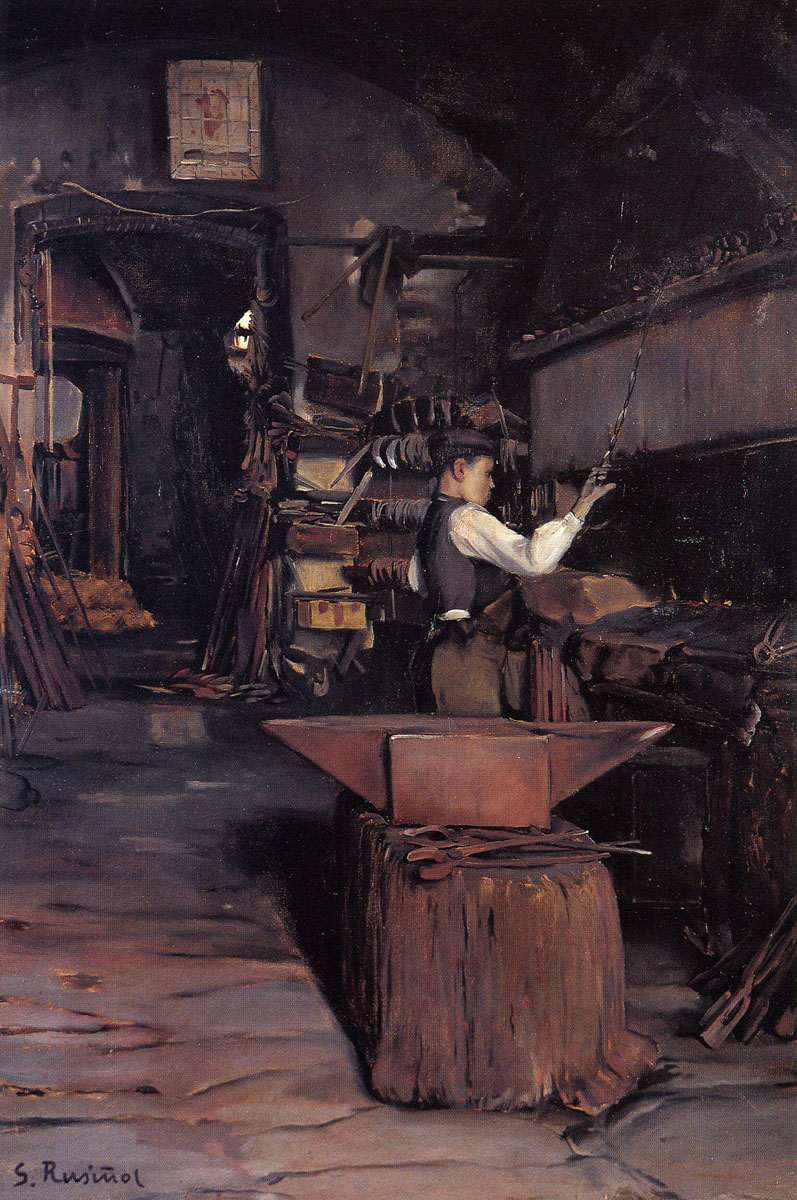
Le Forgeron, 1889, localisation inconnue.
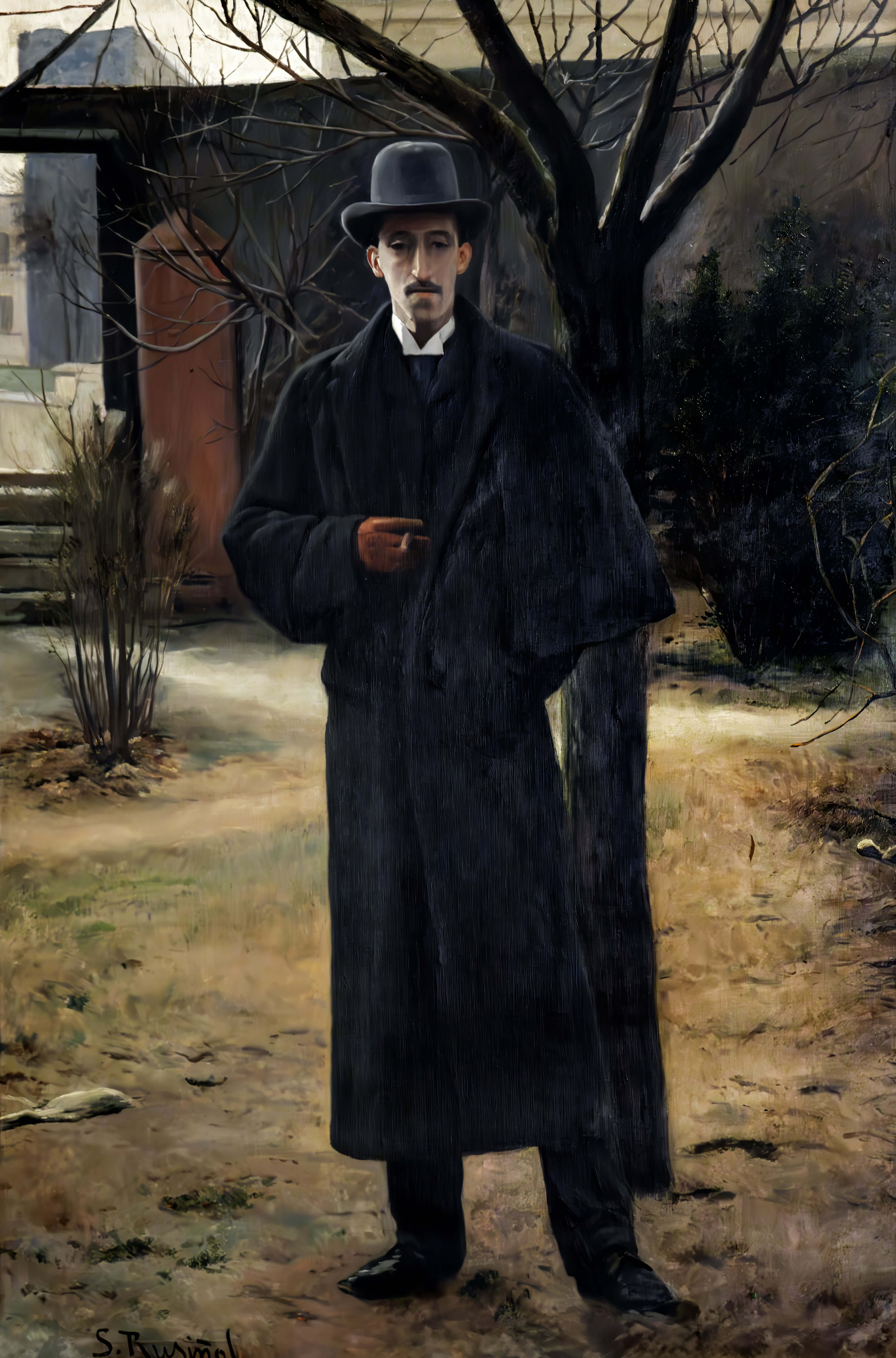
Portrait de Miquel Utrillo, 1889, Barcelone, musée national d'Art de Catalogne.
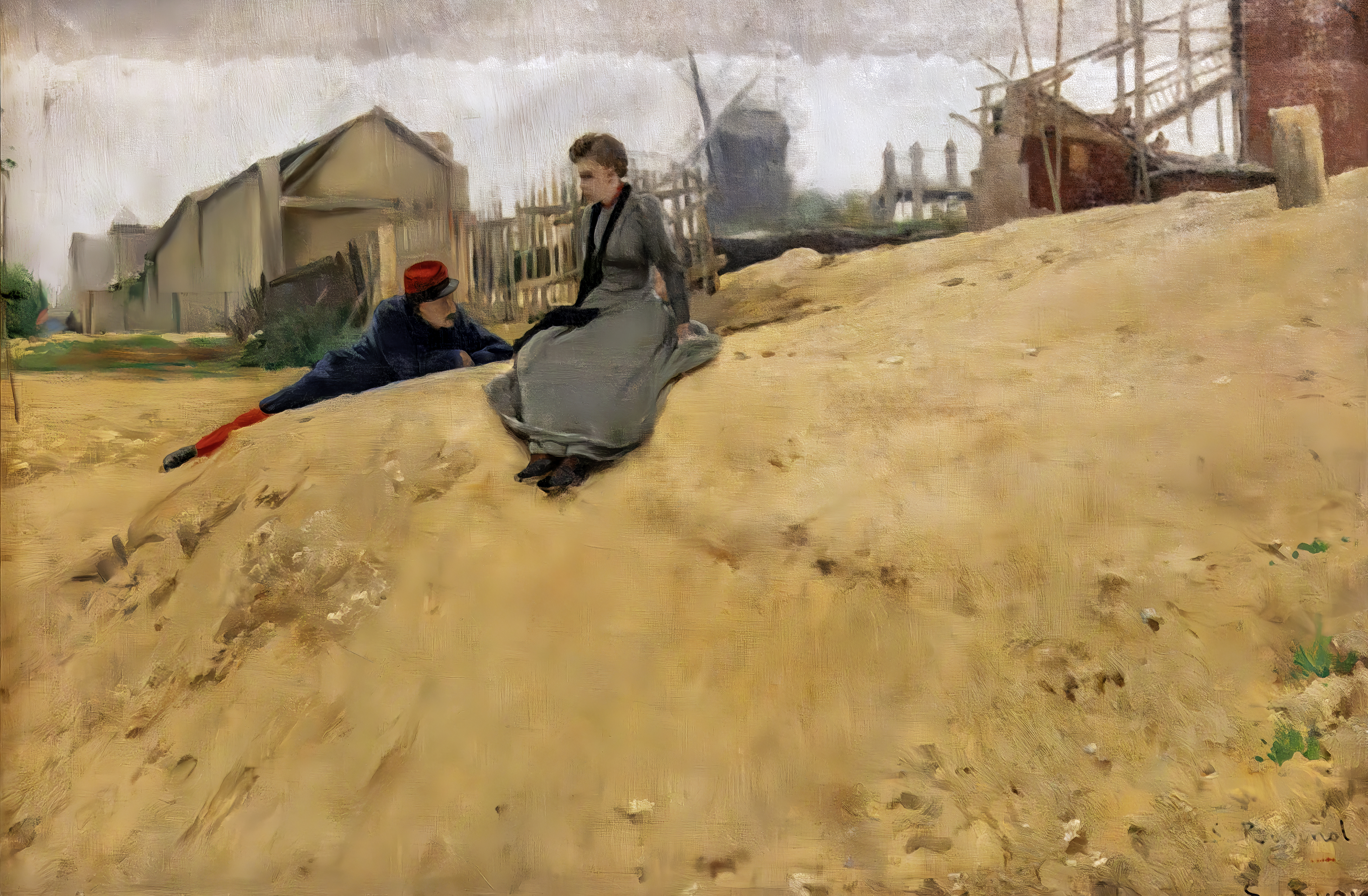
En campagne, 1890-1891, Barcelone, musée national d'Art de Catalogne[6].
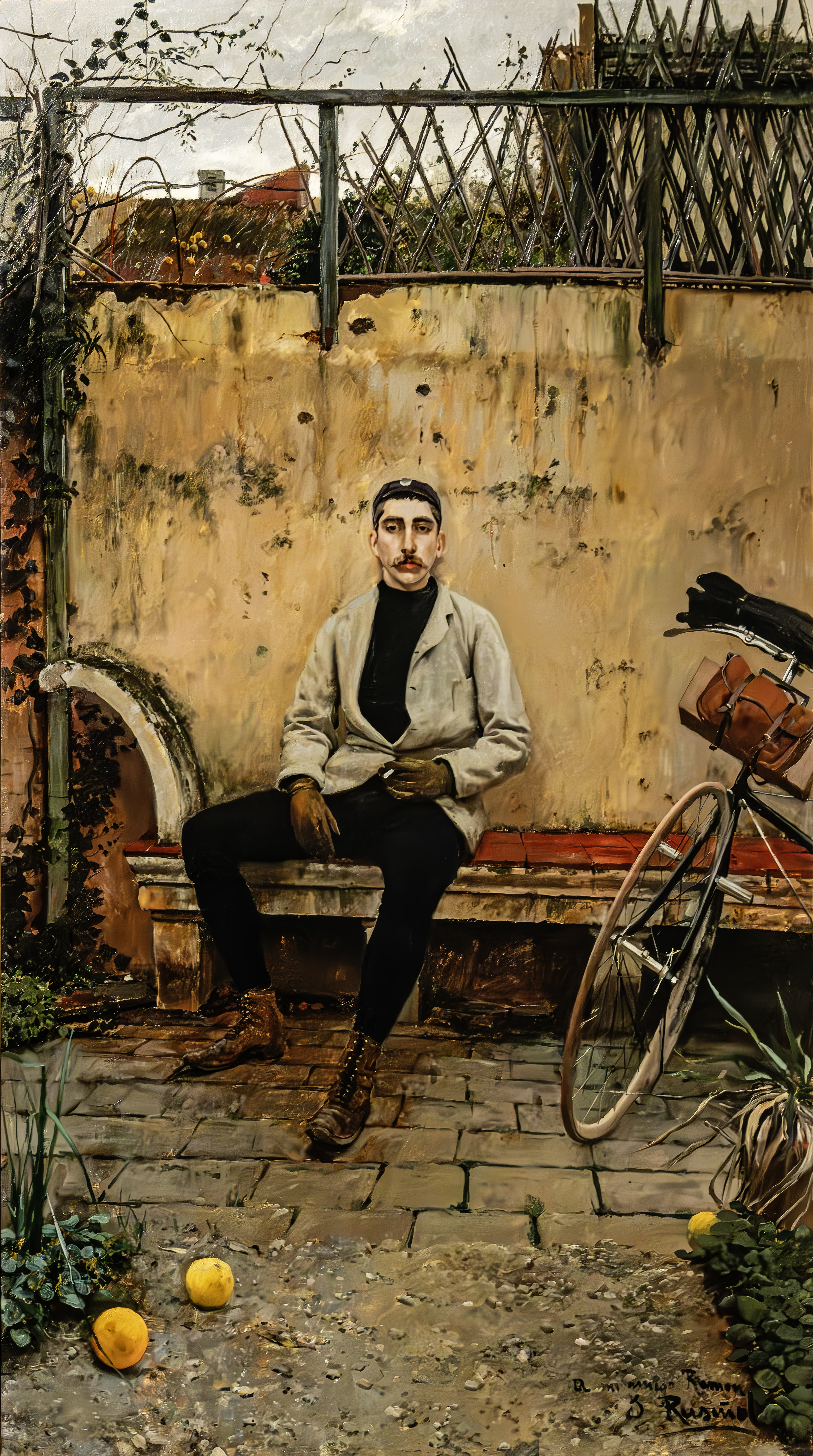
Ramon Casas en velocipediste, 1890, Barcelone, musée national d'Art de Catalogne.
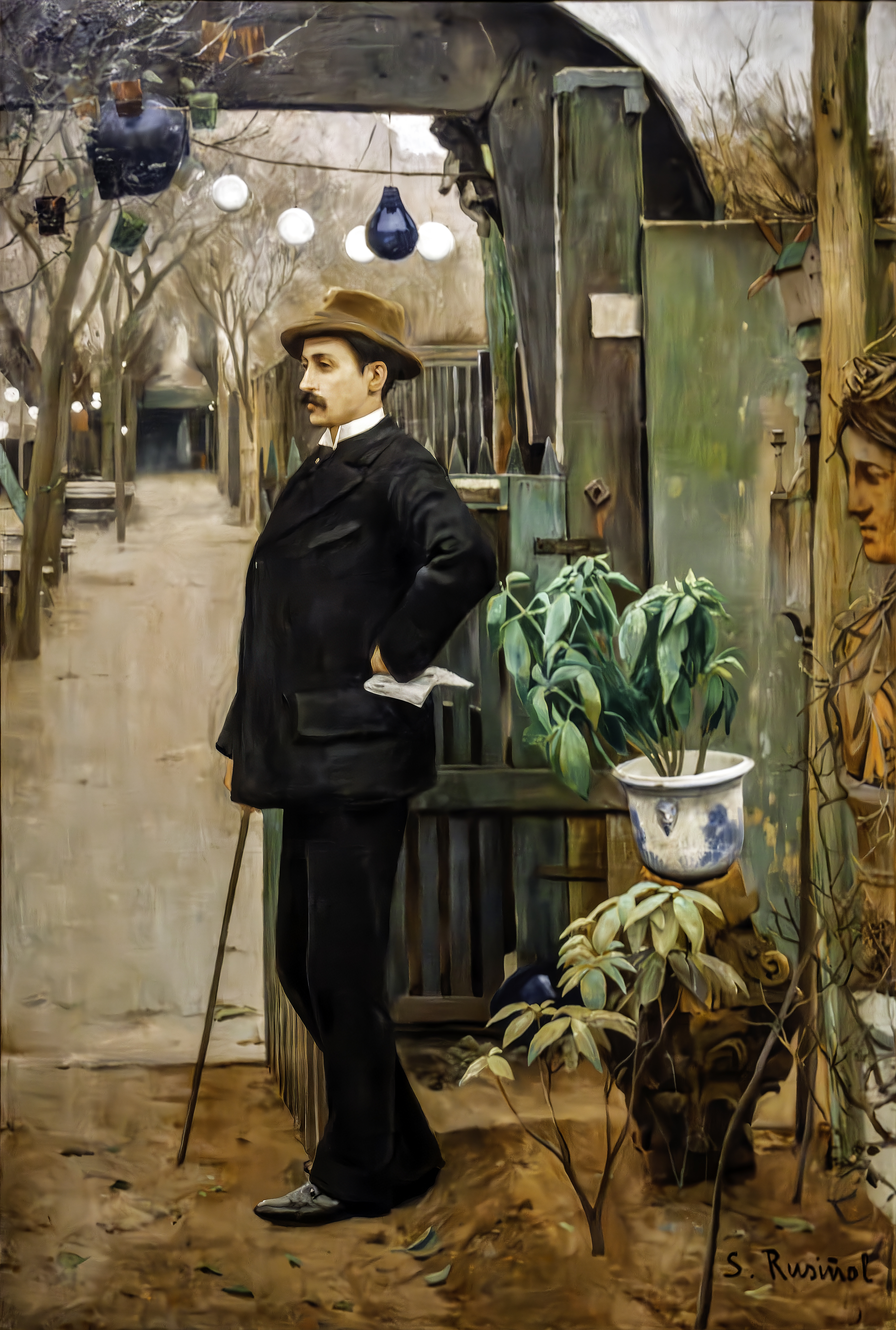
Portrait de Miquel Utrillo, entre 1890 et 1891, Barcelone, musée national d'Art de Catalogne.
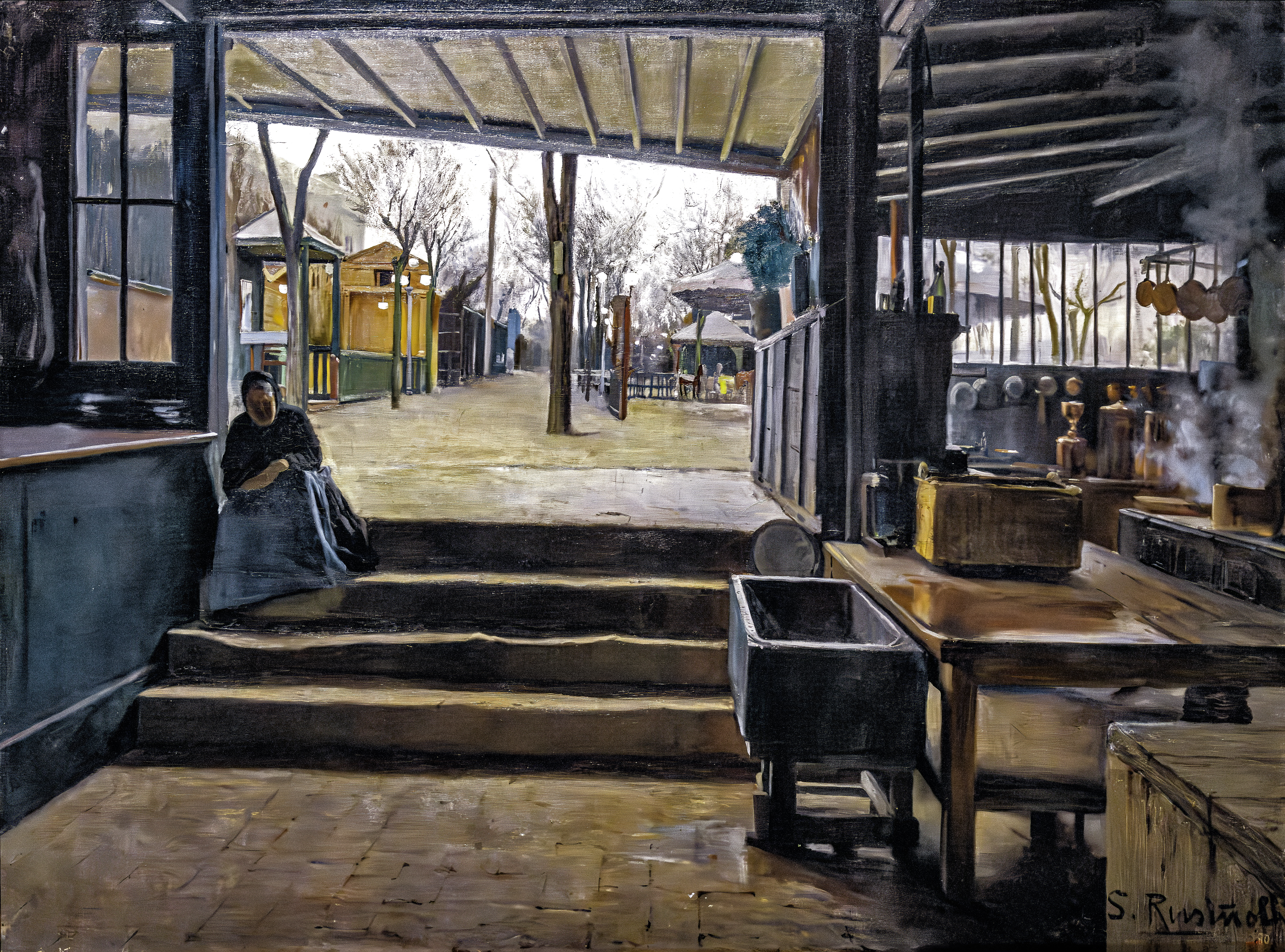
La Cuisine du Moulin de la Galette, 1890,  Barcelone, musée national d'Art de Catalogne.
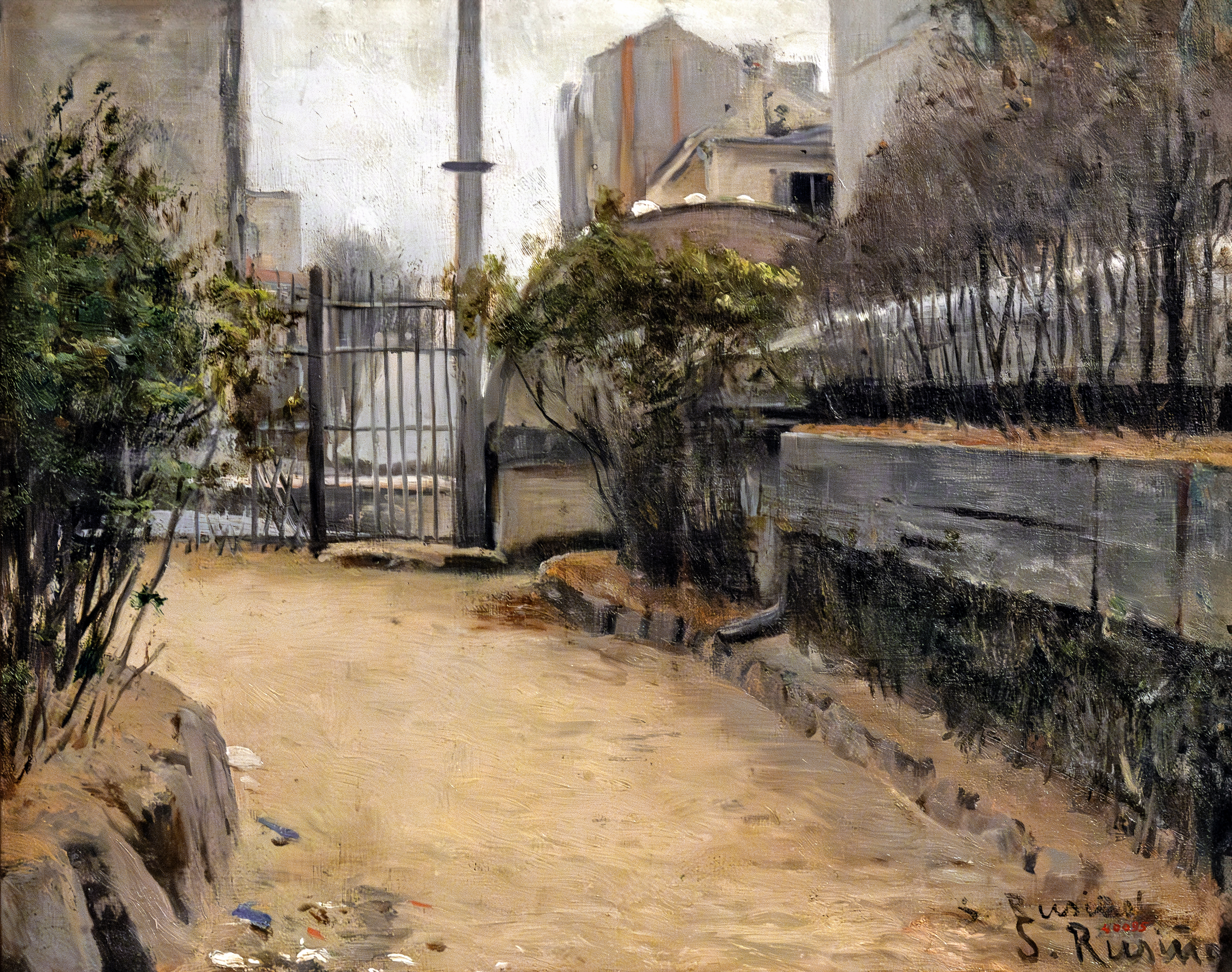
Jardin de Montmartre, entre 1890 et 1891, Barcelone, musée national d'Art de Catalogne.
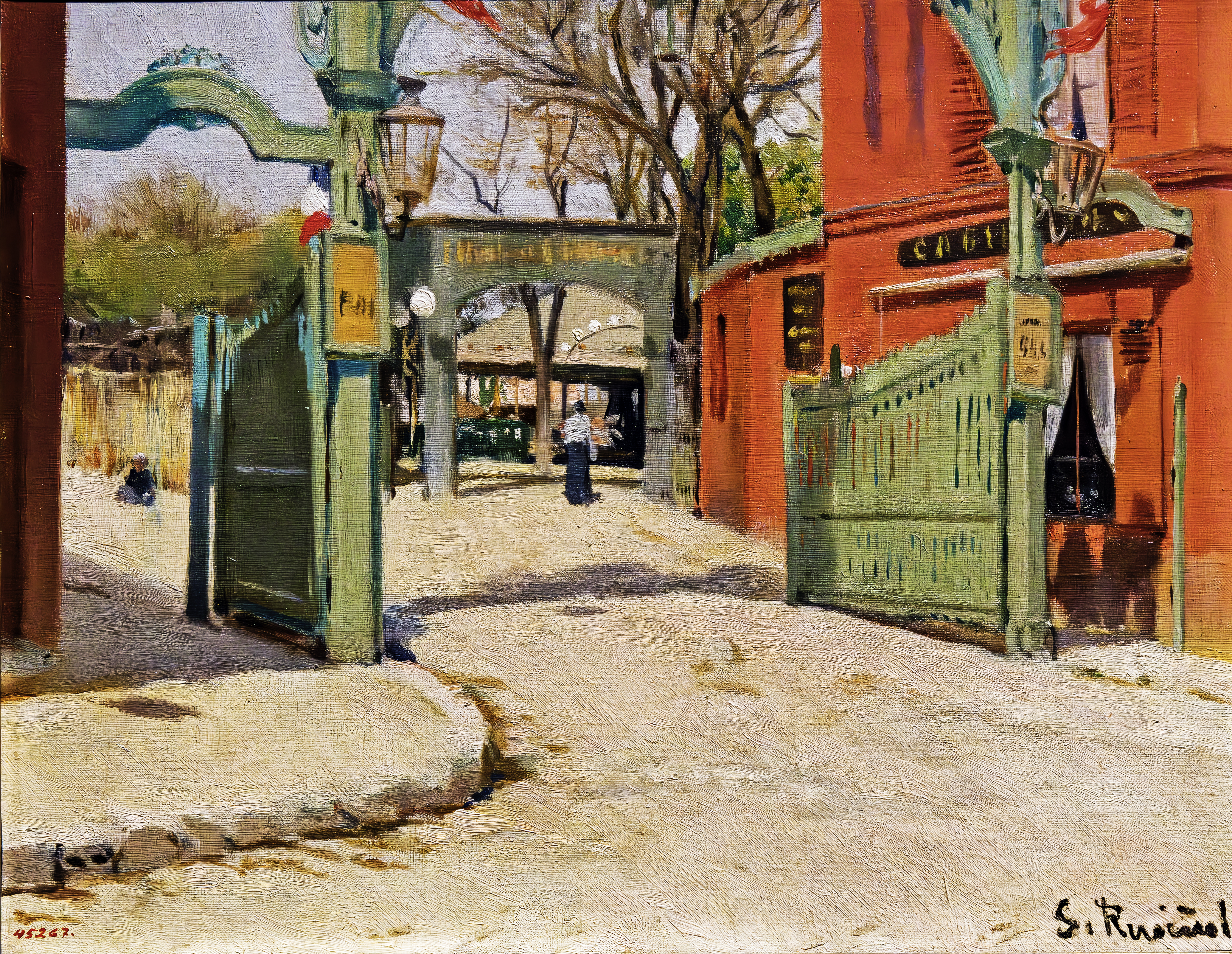
Entrée au parc du Moulin de la Galette, 1891,Barcelone, musée national d'Art de Catalogne.
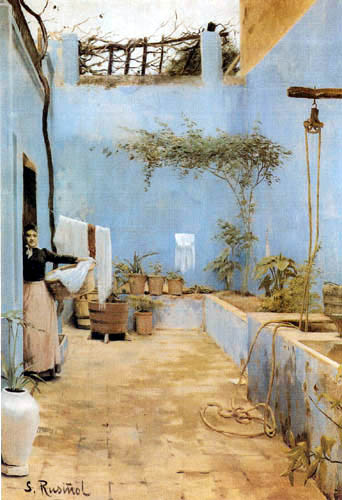
Le Patio bleu, 1892, musée de Montserrat.
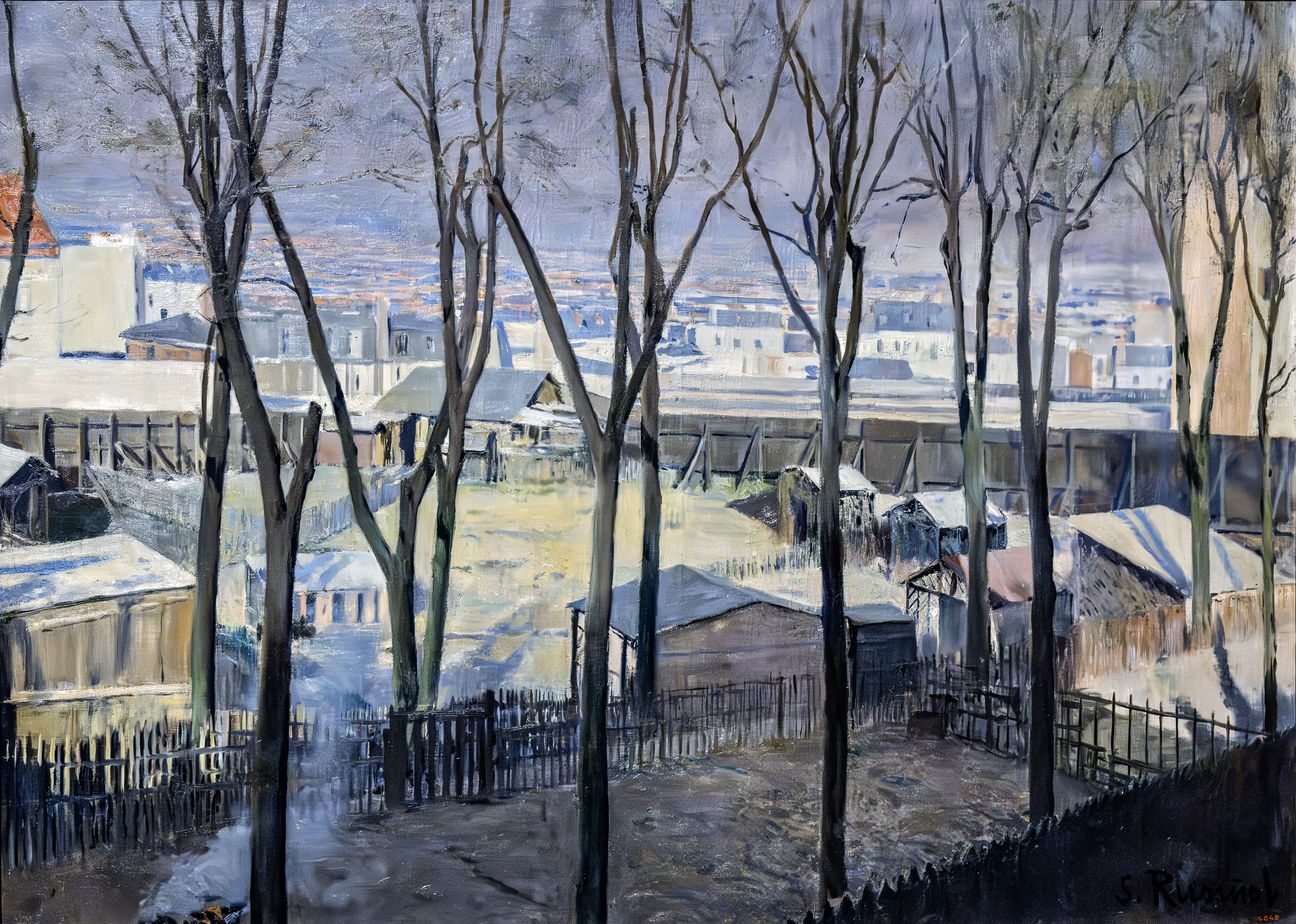
La Butte, 1892, Barcelone, musée national d'Art de Catalogne.
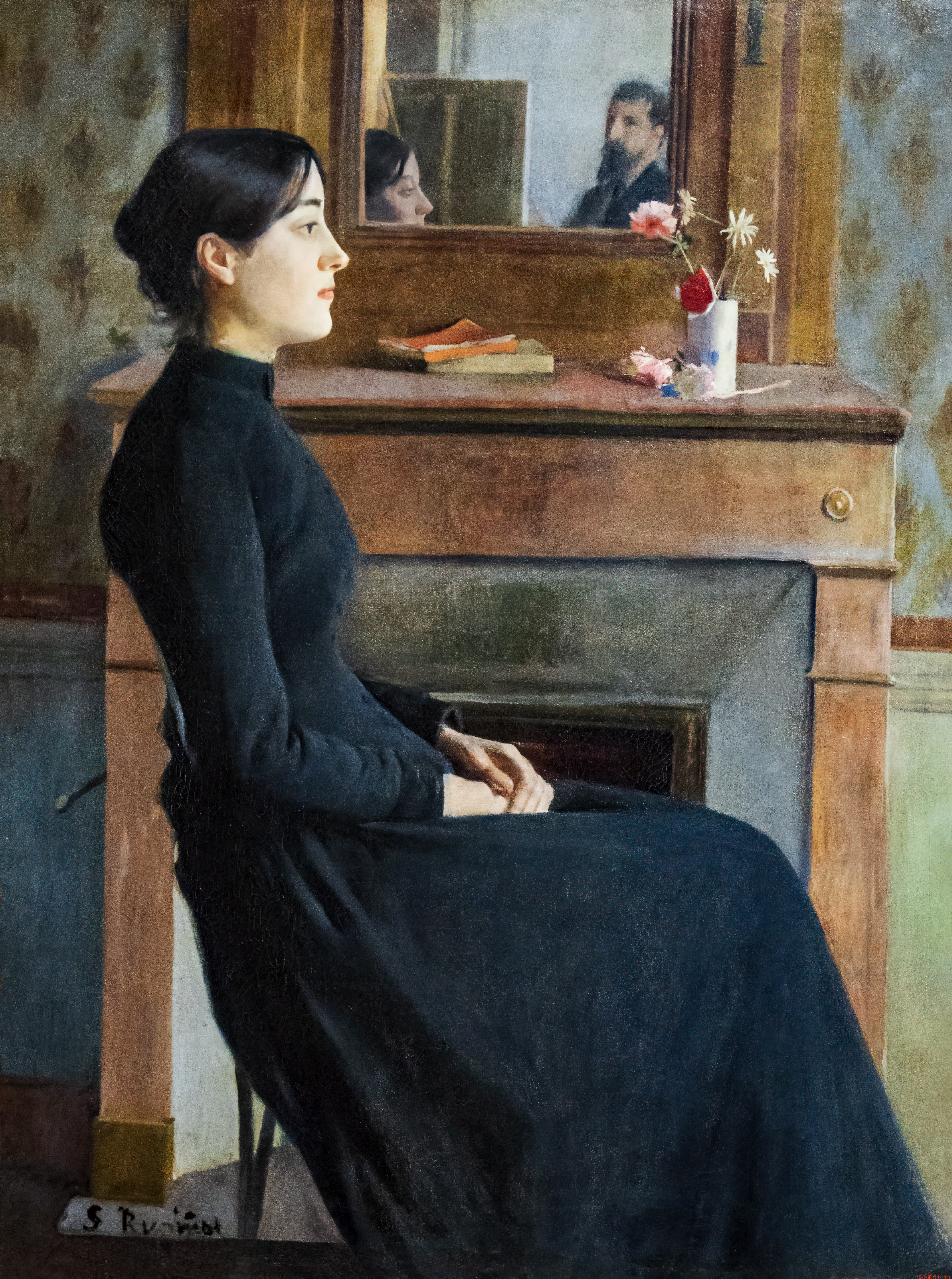
Figure féminine, 1894, Barcelone, musée national d'Art de Catalogne.
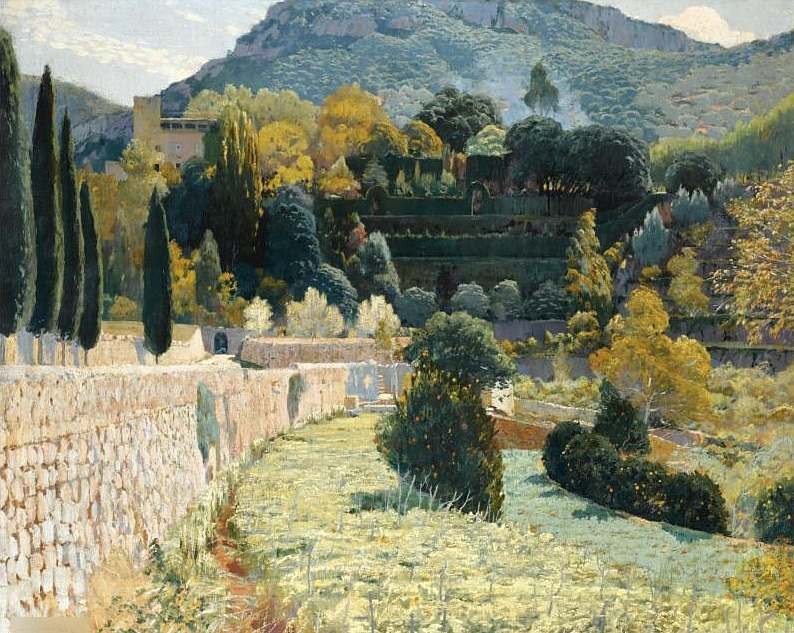
Jardin en terrasses à Majorque, 1904, localisation inconnue.
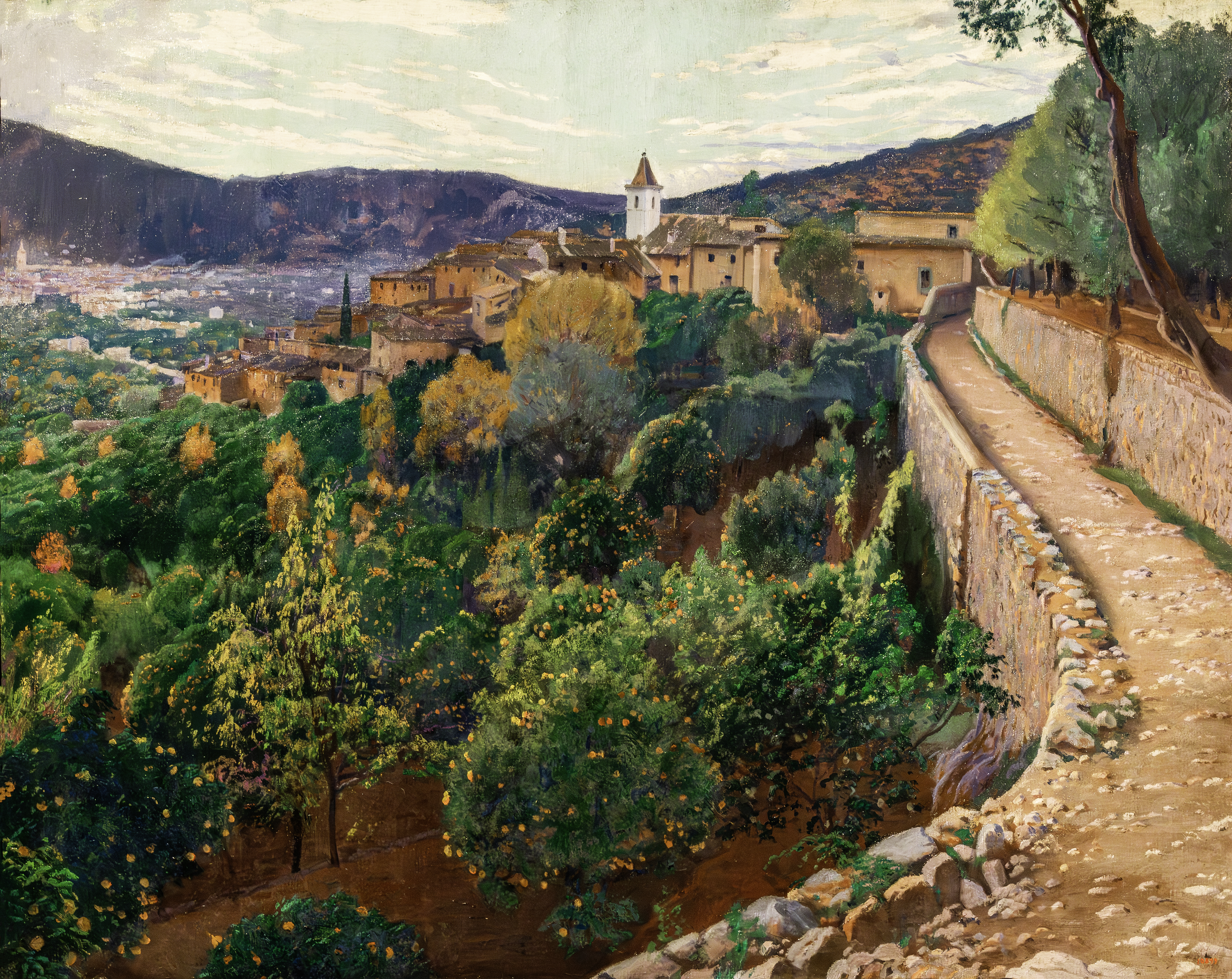
Capvespre (cocher de soleil), 1906, Barcelone, musée national d'Art de Catalogne[7].
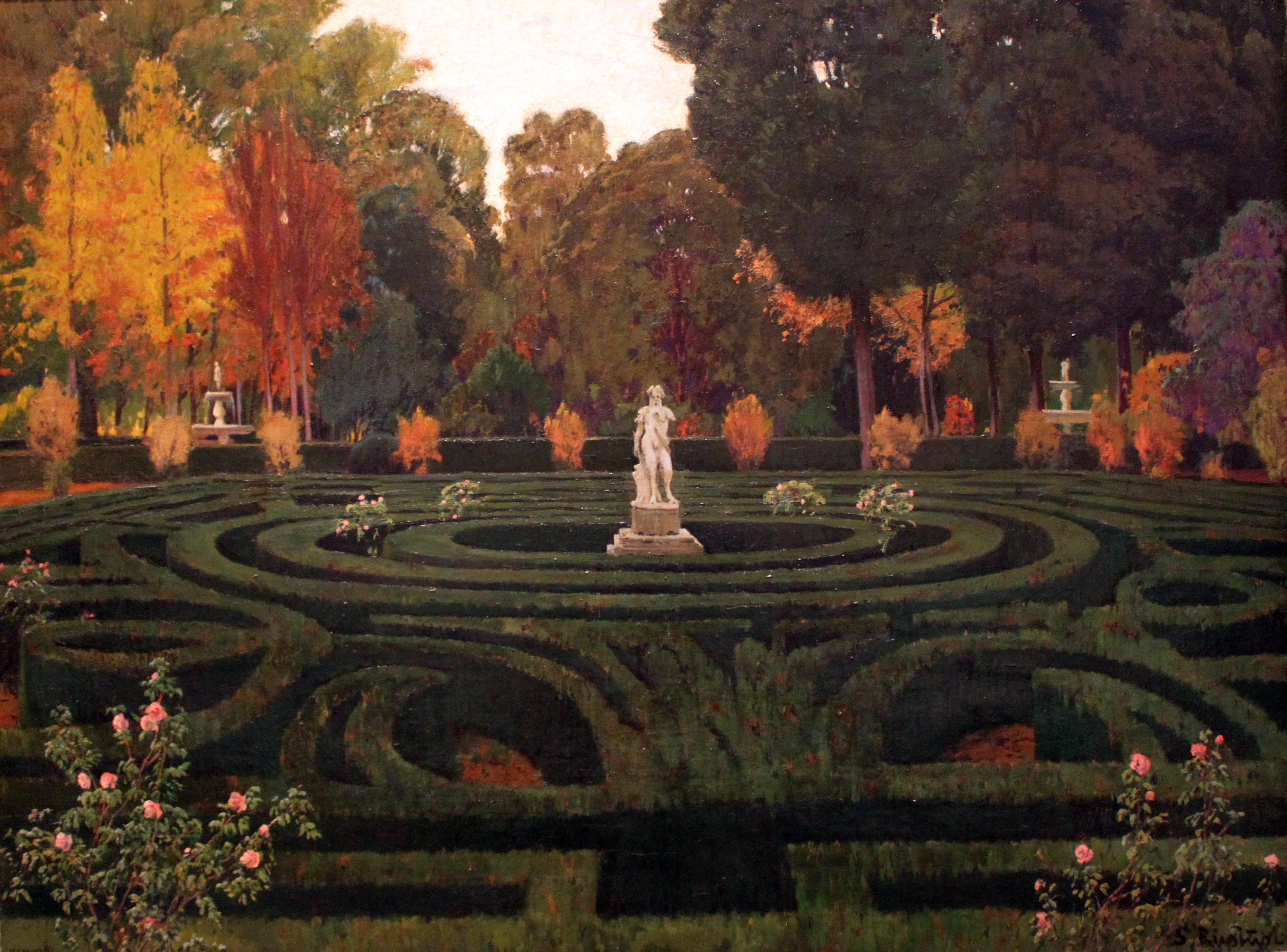
Vieux faune, 1907, Madrid, musée national centre d'art Reina Sofía.
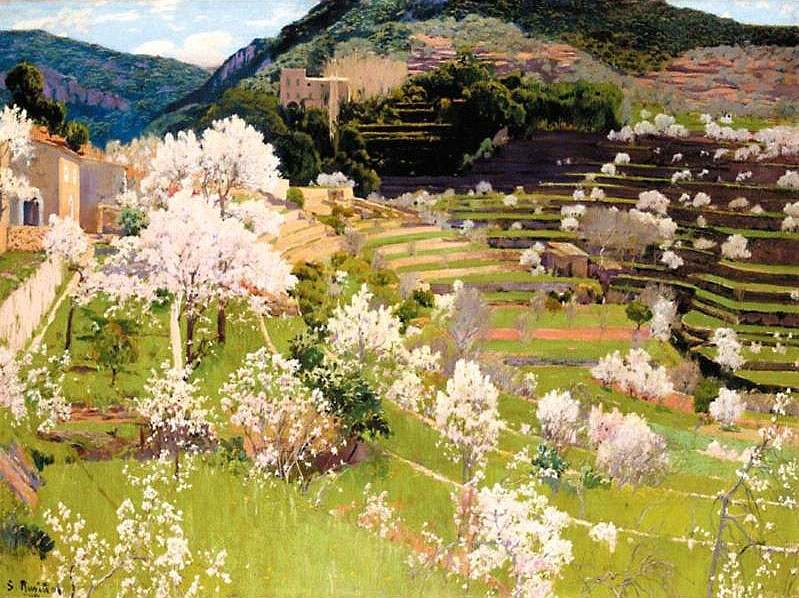
Jardin en terrasses à Majorque, 1911, localisation inconnue.
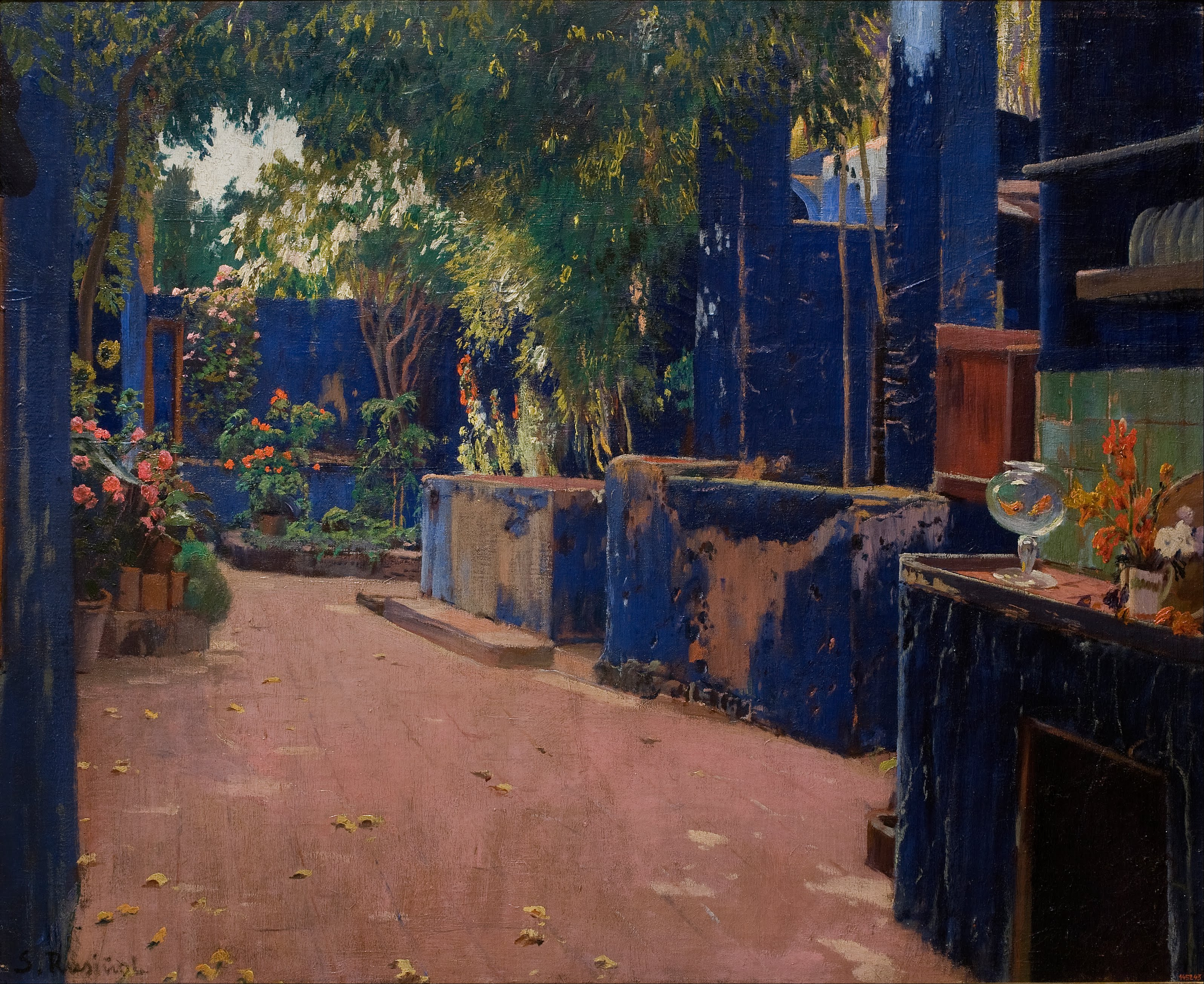
Cour bleue, Arenys de Munt, 1913, Barcelone, musée national d'Art de Catalogne.
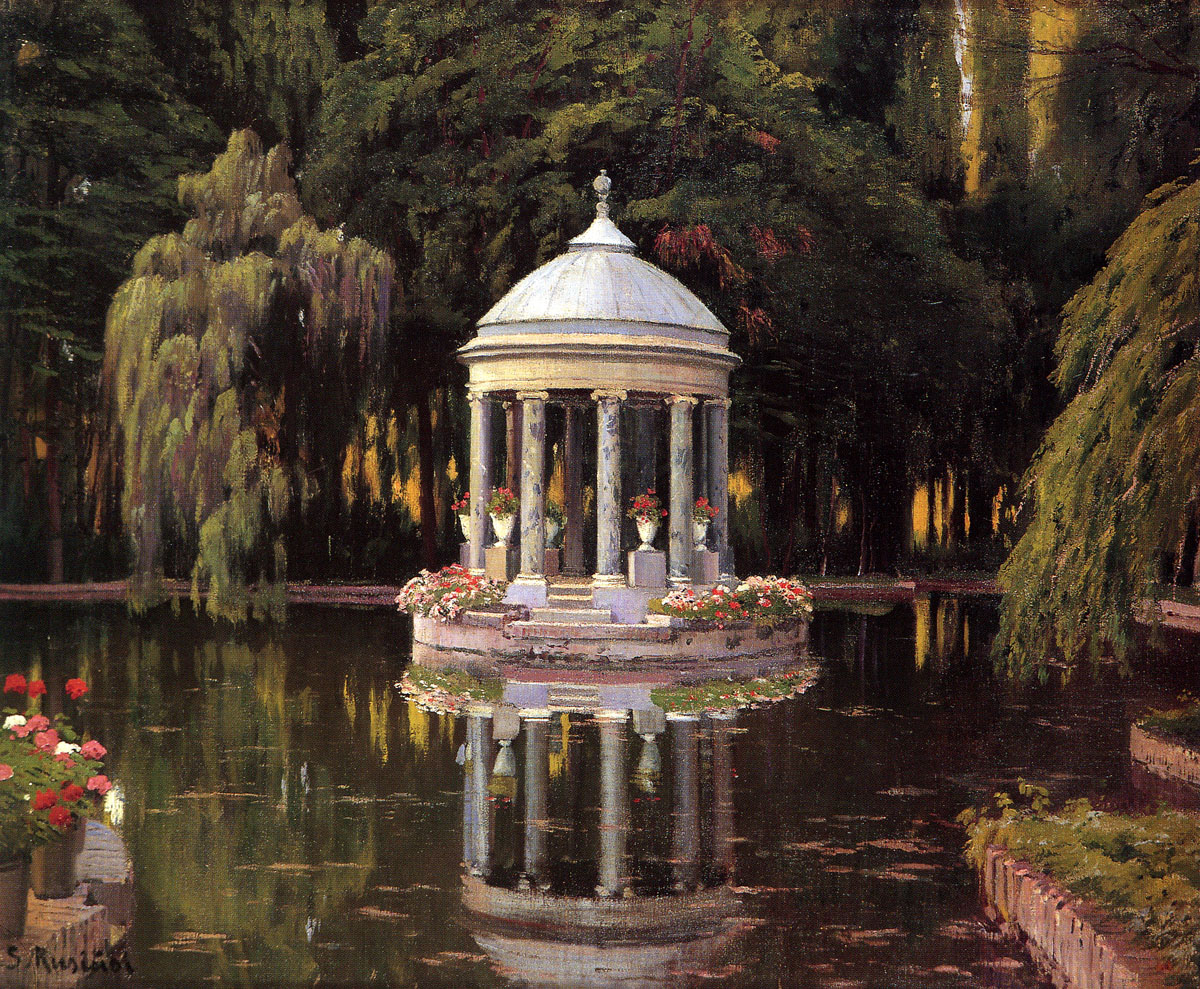
Glorieta al atardecer, 1913, localisation inconnue.
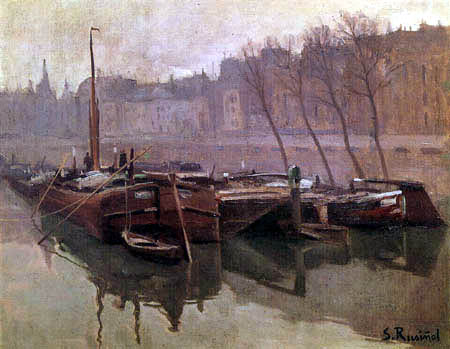
Péniches sur la Seine, localisation inconnue.
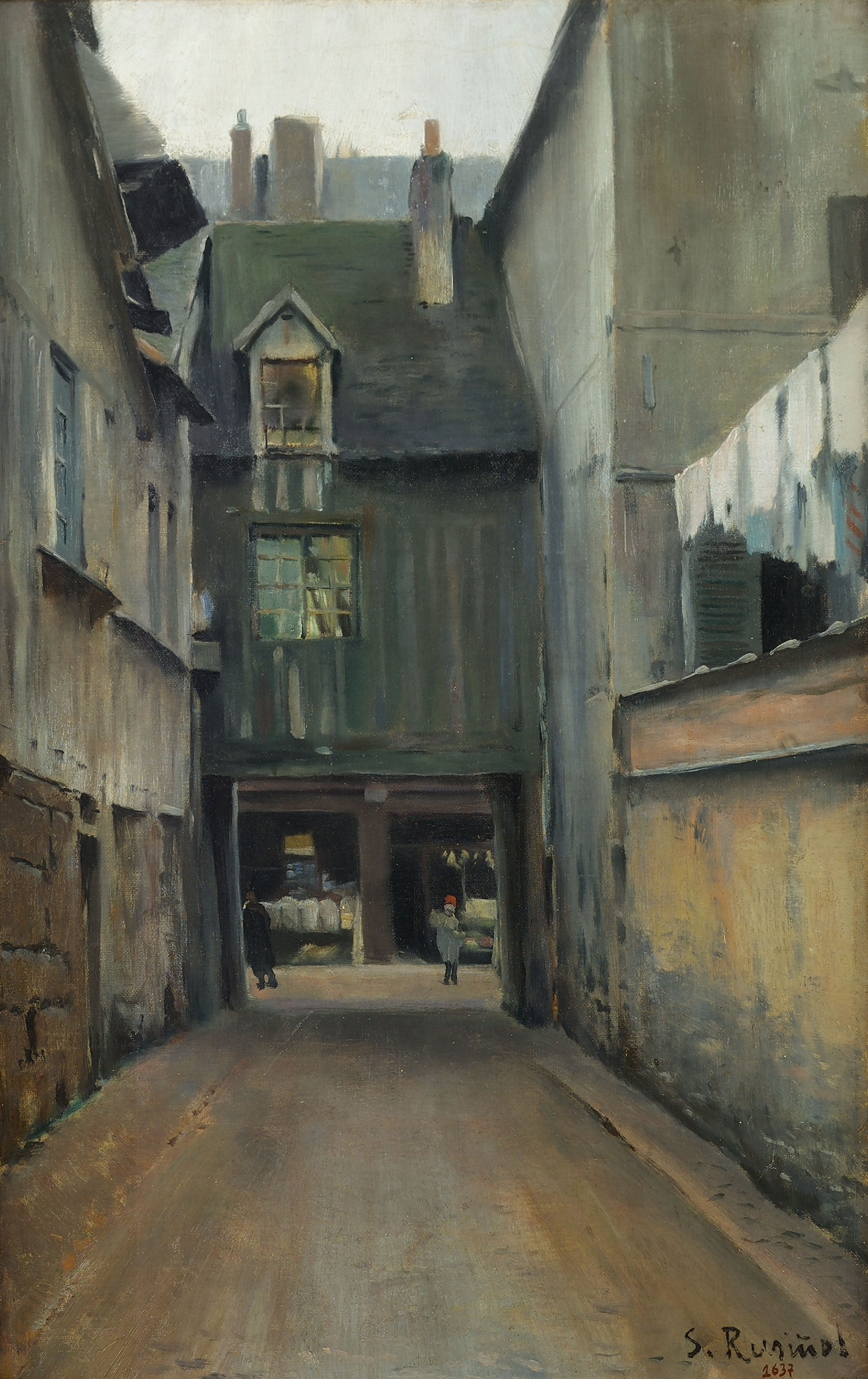
Rue de Rouen, Vilanova i la Geltrú, bibliothèque-musée Víctor Balaguer.
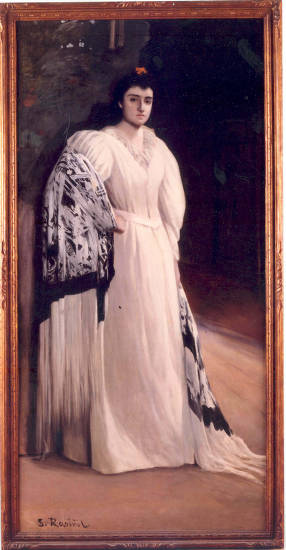
Portrait de Maria Riquelme, Barcelone, Centre de Documentació i Museu de les Arts Escèniques.
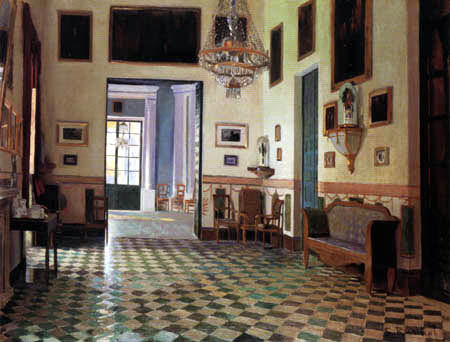
Intérieur du palais de Víznar, localisation inconnue.

## Œuvre littéraire
- L’home de l’orgue. Monólogo (1890)
- El sarau de llotja. Monólogo (1891)
- L’alegria que passa. Cuadro lírico en un acto (1898)
- El jardí abandonat. Cuadro poemático en un acto. Decorado con música de Joan Gay (1900)
- Llibertat!. Comedia en tres actos (1901)
- Els Jocs Florals de Canprosa (1902)
- El malalt crònic. Comedia en un acto (1902)
- El poble gris (1903)
- L’Hèroe. Drama en tres actos (1903)
- El pati blau. Idilio dramático en dos actos (1903)
- Feminista. Monólogo (1903)
- El sarau de Llotja. Monólogo (1903)
- El bon caçador. Monólogo (1903)
- El prestidigitador. Monólogo (1903)
- El místic. Drama en cuatro actos (1904)
- El bomber (1904)
- El punxasàrries. Sainete en un acto (1904)
- La nit de l’amor (1905)
- La lletja. Obra en tres actos (1905)
- L’escudellòmetre. Monólogo (1905)
- El bon policia. Obra cómica en dos actos i cinco cuadros (1905)
- Els planys de Joan Garí (1906)
- En “Barba-Azul”. Monólogo (1906)
- La cançó de sempre. Diálogo dramático (1906)
- La bona gent. Obra en cuatro actos (1906)
- L’home de sa casa (1906)
- Cigales i formigues. Cuadro lírico en un acto (1907)
- La “Merienda” fraternal. Obra en un acto (1907)
- La primera carta. Monólogo (1907)
- La mare. Obra en cuatro actos (1907)
- Els savis de Vilatrista. Obra en tres actos. Escrita en colaboración con Gregorio Martínez Sierra (1907)
- La llei de l’herència. Farsa en tres actos (1908)
- L’hereu escampa (1908)
- La intel.lectual. Comedia en tres actos (1909)
- Un bon home. Monólogo (1909)
- Aucells de pas. Drama en tres actos (1909)
- El redemptor (1910)
- Dol d’alivio. Farsa en un acto (1910)
- Cors de dona. Drama en tres actos. Escrita en colaboración con Gregorio Martínez Sierra (1910)
- El titella pròdig. Comedia de en un acto i cuatro cuadros (1911)
- El daltabaix. Comédie en quatre actes, adaptée par Santiago Rusiñol à partir de l'original de Gregorio de Laferrère, Las de Barranco (1911)
- El despatriat. Comedia en tres actos (1912)
- El pintor de miracles. Sainete en un acto (1912)
- El triomf de la carn. Cuadro de costumbres vegetarianas (1912)
- La Verge del Mar. Cuadro poemático en un acto (1912)
- L’envelat de baix. Sainete en un acto (1914)
- L’homenatge. Sainete en un acto (1914)
- La lepra. Sainete en un acto (1914)
- L’arma. Obra guiñolesca en un acto dividido en dos cuadros. Escrita conjuntamente con Josep Burgas (1914)
- El senyor Josep falta a la dona [Firmada con el pseudónimo de Jordi de Peracamps] (1915)
- La dona falta al senyor Josep [Firmada con el pseudónimo de Jordi de Peracamps](1915)
- El pobre viudo. Farsa en tres actos (1916)
- Els nàufregs. Drama en tres actos (1917)
- A ca l’antiquari. Sainete en un acto (1917)
- Gente bien. Sainete en un acto (1917)
- L’auca del Senyor Esteve. Comedia en cinco actos y diez cuadros (1917)
- En Josepet de Sant Celoni. Comedia picaresca en cinco actos y diez cuadros. Escrita en colaboración con Rodríguez-Grahit (1918)
- L’acaparador. Pieza satírica en un acto (1918)
- La casa del arte. Pieza en un acto (1918)
- “Souper-tango”. Obra satírica en un acto (1918)
- Bataneros en comandita. Sainete de costumbres financieras en un acto (1918)
- El català de La Mancha. Tragicomèda con cuatro actos i vuit Cuadros (1919)
  - (fr) Le Catalan de la Manche. Traduit du catalan, par Marius André. Préface de Léon Daudet, de l'Académie Goncourt. 5e édition
- La minyona suïcida. Monólogo (1920)
- Chauffeur… al Palace! (1924)
- Tenoriades. Obra en un acto (1924)
- El casament de conveniència. Comedia en tres actos (1925)
- Les dues filles. Comedia en un acto (1928)
- Els analfabets. Comedia en dos actos y tres cuadros (1928)
- Miss Barceloneta. Comedia en tres actos (1930)
- Graziela. Comedia dramática. Escrita conjuntamente con Josep Burgas (1936)